# Église du Saint-Prince-Lazare de Lazarevo
Pour les articles homonymes, voir Église Saint-Lazare.
L'église du Saint-Prince-Lazare (en serbe cyrillique : Храм Светог великомученика кнеза Лазара ; en serbe latin : Hram Svetog velikomučenika kneza Lazara) est située en Bosnie-Herzégovine, dans la Ville de Banja Luka et dans le faubourg de Lazarevo.

## Localisation

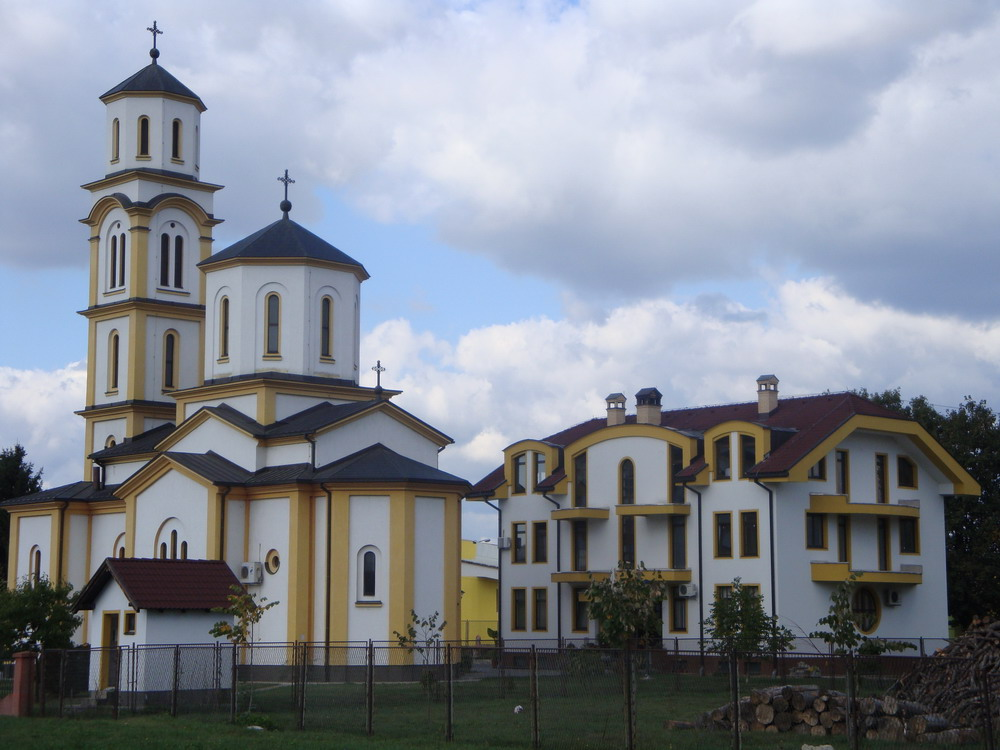
Autre vue de l'église

## Architecture

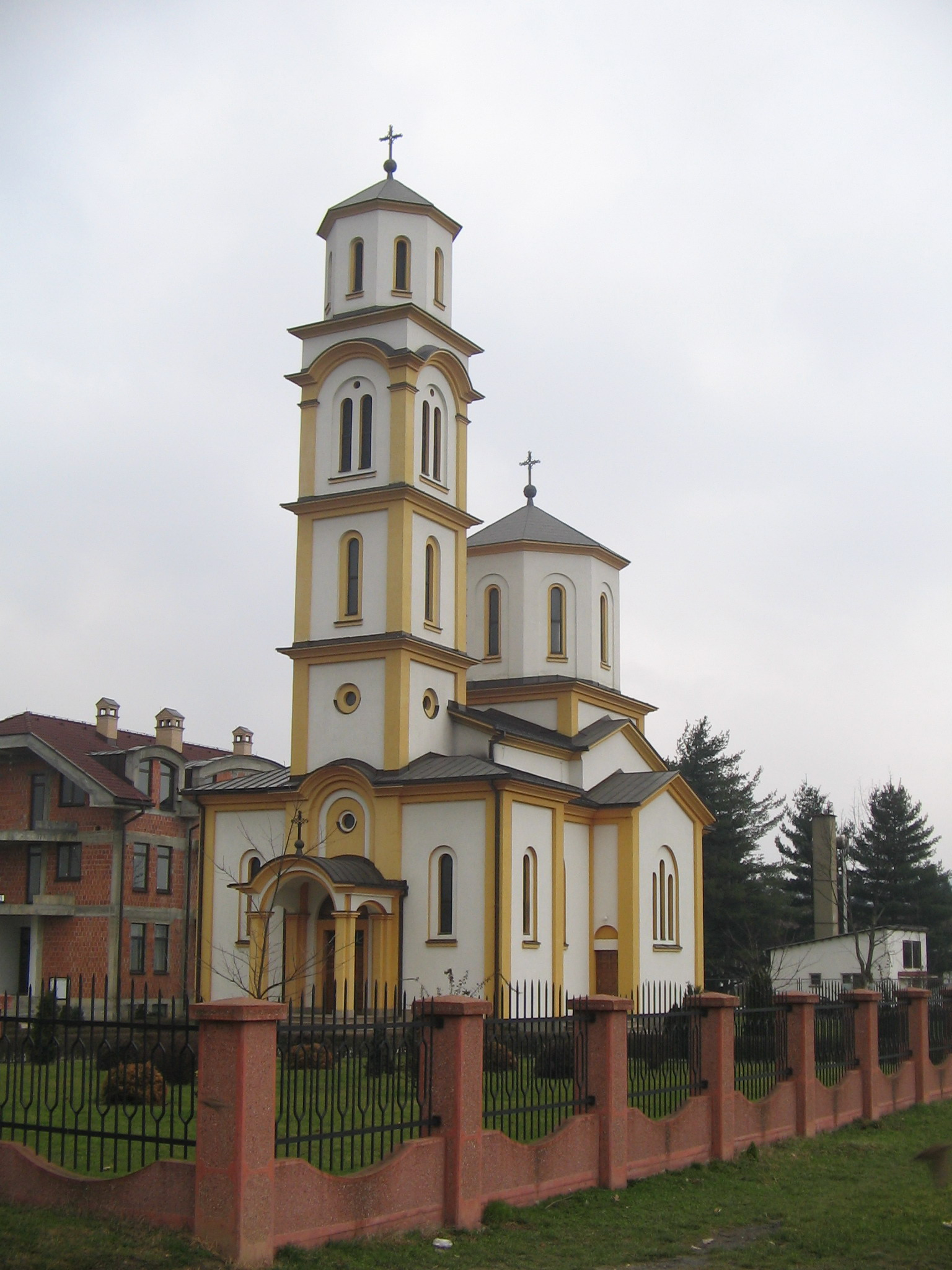
Autre vue de l'église